# One (Fernsehsender)
One ist ein Fernseh-Angebot der ARD im digitalen Satelliten-, im Kabelfernsehen sowie im IPTV (ARD Digital). In einigen Regionen ist das Programm auch über Antenne (terrestrisches Digital-Fernsehen) zu empfangen. Deutschlandweit ist One außerdem per Livestream zu sehen.
Die redaktionelle Zuständigkeit liegt seit Oktober 2005 beim Westdeutschen Rundfunk Köln (WDR). Von Oktober 2005 bis Ende 2008 leitete Sabine Rollberg die Abteilung der Programmgruppe Kulturkanäle im WDR und damit die Redaktion des Fernsehsenders EinsFestival. Von 2009 bis 2017 war dann Jessica Eisermann Redaktionsleiterin. One richtet sich nach eigenen Angaben speziell an ein junges Publikum. Vor der redaktionellen Zuständigkeit des WDR war das Programm auf eine ältere Zielgruppe ausgerichtet.

## Programm
Das Programm von One umfasst vor allem Spiel- und Fernsehfilme, Fernsehserien, Dokumentationen, Reportagen, Magazine und Musiksendungen (vor allem Rock und Pop). Das Programmangebot besteht überwiegend aus Übernahmen von anderen ARD-Sendeanstalten und ihren Partnersendern, wobei die Sendungen nach einem eigenen Programmschema neu zusammengestellt werden. Berücksichtigt werden neben neuen Produktionen auch hochwertige Sendungen der jüngsten Vergangenheit sowie Fernsehproduktionen aus den Archiven der ARD-Sendeanstalten.
Eine Besonderheit im deutschen Fernsehen ist der Dienstagabend mit einer Reihe beliebter britischer Serien wie Doctor Who, Torchwood, Hustle und Little Britain.
Von Montag bis Freitag wurde zwischen 2008 und 2013 die selbstproduzierte Sendung Einsweiter ausgestrahlt mit den Moderatoren Max von Malotki, Anja Backhaus, Sabine Heinrich, Thilo Jahn, Nadia Kailouli und Bianca Hauda. Die Themen der Sendung handelten häufig von neuen Entwicklungen, neuen Trends und Zeitgeisterscheinungen. In der Sendung gab es mehrere feststehende Rubriken; so wurden in der Rubrik Presse Reloaded aktuelle Artikel aus Netz und Print kritisch thematisiert. In den Rubriken Backhaus Welt, Jahns Welt und Kailoulis Welt besuchten die Moderatoren in kurzen Reportagen ihre Lieblingsplätze oder interviewten Leute des Zeitgeschehens. Oft testeten die Moderatoren dabei auch besondere Tätigkeiten aus; sie kochten, nähten, flogen, klebten oder produzierten selbst etwas. Freitags gab es eine Talk-Ausgabe unter dem Namen EINSWEITERgefragt, die bis Ende 2015 ausgestrahlt wurde und in der jeweils ein Studiogast für 15 Minuten interviewt wurde. Am Ende jeder Sendung wurde ein Foto von einem Sonnenuntergang gezeigt, das von den Zuschauern eingeschickt wurde.
Weitere Eigenproduktionen von One sind oder waren die Sendungen NightWash (seit November 2009), die Talkshow Der Bug (seit 2009, mit Thomas Bug), Coldmirror (seit Oktober 2010, mit Kathrin Fricke), der 1Live Talk mit Frau Heinrich (seit September 2011), Die allerbeste Sebastian Winkler Show (ebenfalls seit September 2011, mit Sebastian Winkler), die Musiksendung Clipster (seit August 2012), die Reportagereihe UMZUG! (seit April 2013) sowie die Doku-Serie von Lola Randl Landschwärmer (seit 2014).
Seit dem 2. Juni 2008 wird auf One eine angepasste Videotext-Version mit ausführlichen Programminformationen ausgestrahlt.
Seit den Olympischen Sommerspielen 2004 in Athen nutzen ARD und ZDF ihre Digitalprogramme, um zusätzlich von den Olympischen Spielen und anderen sportlichen Großereignissen zu berichten. Diese Möglichkeit wurde auch bei der Fußball-Europameisterschaft 2008, der Fußball-Weltmeisterschaft 2010, der Fußball-Europameisterschaft 2012 und der Fußball-Weltmeisterschaft 2014 genutzt, um zeitgleich stattfindende Spiele übertragen zu können.

## Senderlogos

Logo bis April 2005
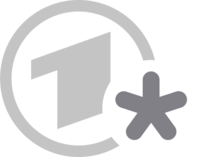
Alternatives EinsFestival Logo von 2003 bis April 2005
Logo bis Oktober 2005
Logo bis September 2009
Logo bis zum 2. September 2016
Logo der HD-Version bis zum 2. September 2016
Logo von One von 3. September 2016 bis 29. März 2022
Logo von One mit Slogan
Logo von One HD vom 3. September 2016 bis zum 31. März 2025
Logo von One, seit November 2021 als Cornerlogo im Einsatz, seit 30. März 2022 im On-Air-Design

## HDTV-Ausstrahlung
Auf dem HDTV-Testkanal der ARD wurden Testausstrahlungen gesendet. Einsfestival war dann das erste öffentlich-rechtliche Fernsehprogramm in Deutschland, das zur Internationalen Funkausstellung (IFA) vom 31. August bis 5. September 2007 in HDTV gesendet hat. Vom 21. März bis zum 24. März 2008 sendete Einsfestival ein zweites Mal in HD über Satellit und digital im Kabel-BW-Netz einen Ostershowcase. Weitere zeitlich begrenzte Ausstrahlungen im HD-Sendebetrieb gab es zur IFA 2008 (29. August bis 3. September) sowie zu Weihnachten 2008 (22. Dezember bis 1. Januar 2009). Im Sommer 2009 wurde anlässlich der Leichtathletik-Weltmeisterschaften (15. bis 23. August) und der IFA Berlin (4. bis 9. September) ebenfalls wieder in HD übertragen. Zuvor wurde eine vom WDR produzierte Testschleife ausgestrahlt. Vom 23. Dezember 2009 bis zum 6. Januar 2010 war Einsfestival HD für einen zweiten Weihnachtsshowcase nochmals auf Sendung. Ansonsten war die WDR-Testschleife zu sehen.
Ein Regelbetrieb von Einsfestival HD war ursprünglich erst für 2014 geplant. Doch am 1. Juni 2012 ging der Sender mit dem regulären TV-Programm überraschend on Air. Er nutzte zwar den Videocodec H.264, wurde aber auf einem DVB-S-Transponder mit einigen SD-Programmen von WDR und rbTV ausgestrahlt, so dass mit passender Software auch alte Sat-TV-Karten den Sender empfangen konnten. Die – wie bei allen HD-Sendern – konstante Bitrate war dadurch allerdings nur gut halb so groß wie beispielsweise bei Das Erste HD. Anlässlich des Sendestarts der HD-Ausgaben von EinsPlus, tagesschau24, hr-fernsehen, MDR Fernsehen und rbb Fernsehen am 5. Dezember 2013 wechselte Einsfestival HD auf einen DVB-S2-Transponder (11052,75 MHz, horizontale Polarisation, Symbolrate 22000 kBd, Modulation 8PSK, SID 10376).
Seit dem 15. November 2022 wird One über Satellit ausschließlich in HD-Qualität verbreitet. Unklar ist, ob (und bis wann) Kabelnetzbetreibern eine Runterskalierung auf digitale SD-Qualität gestattet wird.

### Internet
One ist im Internet als Live Stream verfügbar. Hierzu wird mit dem US-amerikanischen Anbieter Akamai zusammengearbeitet, welcher einen HTTP-Stream (HLS) bereitstellt. Über einen Player innerhalb des Webangebotes kann der Stream im Browser abgespielt werden, alternativ ist aber auch eine Wiedergabe über Player-Programme wie VLC media player oder Apps sowie Geräte, welche die Wiedergabe von HLS-Streams unterstützen, möglich.
| Streamadresse | Auflösung  | Codec | Webplayer                        |
| ------------- | ---------- | ----- | -------------------------------- |
| One HLS       | 1280 × 720 | H.264 | https://www.ardmediathek.de/one/ |

## Aktuelle Namensgebung
Am 28. Juli 2016 gab der WDR bekannt, dass der Sender am 3. September von Einsfestival in One umbenannt wird. Bereits am 1. September 2016 wurden die Website, die Auftritte bei Twitter und Facebook sowie der Teletext auf One umgestellt. On Air erfolgte die Umstellung mit der Anpassung des Senderdesigns und der Senderkennung am 3. September 2016 um 10:00 Uhr. Ziel der Umbenennung ist eine Schärfung des Profils als Unterhaltungssender.